# Eugene Ansah
Pour les articles homonymes, voir Ansah.
Eugene Ansah, né le 16 décembre 1994 à Accra,  est un footballeur international ghanéen jouant comme ailier ou milieu de terrain au MS Ashdod.

## Biographie
Avec le club du KSC Lokeren, il joue un match en Ligue Europa face au Metalist Kharkiv.
Le 19 juin 2023, il rejoint le FC Dallas, franchise de Major League Soccer, et s'engage pour une durée d'un an et demi.

## Palmarès
KSC Lokeren
- Vainqueur de la Coupe de Belgique en 2014

 Hapoël Beer-Sheva
- Vainqueur de la Coupe d'Israël en 2022